# Lampides callistus
Lampides callistus är en fjärilsart som beskrevs av Johannes Karl Max Röber 1886. Lampides callistus ingår i släktet Lampides och familjen juvelvingar. Inga underarter finns listade i Catalogue of Life.